# 박선규
박선규(朴先圭, 1961년 6월 4일 ~ )는 대한민국의 언론인으로 이명박 정부에서 문화체육관광부 제2차관을 지냈다.

## 생애
KBS 기자와 문화체육관광부 차관 등을 지냈다. 남강고등학교와 고려대학교 대학원을 졸업하였으며, 20년 KBS 기자로 근무한 후, 청와대 비서관, 대변인을 거쳐 문화체육관광부 차관으로 활동하였다.

### 활동
- 탈북자 취재

KBS 기자 시절 북한 탈북자에 관해 최초로 기사를 써 세계의 이목을 집중시켰다. 목숨을 걸고 탈출해야만 하는 그들의 이야기와 탈출 과정을 상세히 그려냄으로써 북한의 실상을 전 세계에 알렸다. 이를 시발점으로 탈북자와 관련된 각종 시민단체 및 법규가 만들어졌다. 그 노고를 인정 받아 이달의 기자상 및 뉴욕에서 개최되는 NEW YORK FESTIVALS FINALIST AWARD를 받았다.
- 평창올림픽 유치

박선규는 문화체육관광부 제2차관으로서 2018 동계올림픽 유치에서 평창동계올림픽 유치 지원을 위한 실무 총책임자를 맡았다. 10년 간 있었던 두 차례의 실패를 반복하지 않기 위해108명의 IOC 위원들을 분석하여 그들 개개인을 설득하는 한국 특유의 '감성 전략'을 펼쳤다. 이를 통해 성공적으로 유럽의 명문도시인 '뮌헨'과 '안시'를 누르고 과반수 이상의 득표를 얻으며 유치에 성공했다.
- 특수활동비 폐지

예산집행 과정을 놓고 투명성 논란이 돼온 특수활동비를 차관시절 폐지했다. "이전에는 특수활동비를 여론수렴 등 국정홍보 수행 목적으로 편성·집행해 왔지만, 앞으로 기획재정부와 협의해 내년부터 업무추진비로 전환, 그 사용 내역을 투명하게 밝힐 예정"이라고 설명하며 예산 내역 비공개 및 목적의 타당성이 문제가 된 특수활동비를 폐지했다.

## 학력
- 서울우신초등학교
- 남강중학교
- 남강고등학교
- 고려대학교 사범대학 교육학과(교육학 학사)
- 고려대학교 언론대학원 신문방송학과(언론학 석사)

## 경력
- 1987 ~ 1991 : KBS 기자 (정치부, 사회부, 특집부 역임) 입사
- 1991.03 ~ 1997 : 걸프전, 소말리아 내전, 수단 내전, 유고슬라비아 내전, 카슈미르 지역 등 종군 기자
- 1999 ~ 2000 : 《공개수배 사건25시》진행
- 2000 : 뉴스투데이 대리진행
- 2001.11 ~ 2002.10 : 미국 하원의원 에드워드 로이스 입법 보좌관
- 2004 뉴스 (8시 뉴스) 및 시사 프로그램 (일요진단) 진행
- 2006.03 ~ 2007.02 : 교육부 대학제도개선위원회 위원
- 2006.09 ~ 2008.05 : 서울시교육청 연수원 자문위원, 강사
- 2008.06 ~ 2009.09 : 청와대 대통령실 대변인실 언론2비서관
- 2009.09 ~ 2010.07 : 청와대 대통령실 홍보수석관실 제1대변인
- 2010.08 ~ 2012.01 : 제37대 문화체육관광부 차관
- 2010.08 ~ 2011.07 : 평창동계올림픽 유치 지원 실무위원회 위원장[3]
- 2011.08.27 ~ 09.04 : 대구세계육상선수권대회 부위원장
- 2012 ~ : 한국장애인문화협회 이사
- 2012.10 ~ 2015.05 : 사단법인 더불어꿈 대표
- 2012.12 ~ 2013.02 : 박근혜 대통령 당선인 인수위 대변인
- 2016.08 ~ : 서울과학기술대학교 IT정책전문대학원 융합미디어콘텐츠정책전공 교수
- ~ 2017.02 : 새누리당 서울특별시당 영등포구갑 당원협의회 운영위원장
- 2017.02 ~ 2018.01 : 자유한국당 서울특별시당 영등포구갑 당원협의회 운영위원장
- 2023.11 ~ : 영등포문화재단 이사장
- 2024.08 ~ : 규제개혁위원회 민간위원

## 수상
- 고려대학교 언론대학원 방송전공 올해의 논문상 수상 <탐사보도 아이템이 뉴스 시청률에 미치는 영향>
- KBS 한국방송 우수 프로그램상 -보도 금상 3회, 은상 3회, 동상 1회 및 친환경 프로그램 우수작
- 제 25회 이달의 기자상 "남해안이 죽어간다", 한국 기자 협회 : 1992년
- 제 43회 이달의 기자상 "먹을 것과 자유를 향한 대 탈출", 한국 기자 협회: 1994년 4월 28일
- 1994 THE NEW YORK FESTIVALS FINALIST AWARD FOR "ESCAPE FROM NORTH KOREA"
- 대학원제도 개선 위원회 위원 :2006년 3월 27일 ~ 2007년 3월 26일
- 용인시 서북부 장애인 종합 복지관 홍보대사
- 서울특별시 교육연수원 자문위원
- 서울특별시 교육청 서울교육발전 협의회 위원
- 법무부 선진법제 포럼 회원

## 저서
- 미국, 왜 강한가, 2003 미다스 북스
- 선생님 당신이 희망입니다, 2007 미다스 북스
- 희망과 맞팔하다,2012 미다스 북스
- 미국 이후의 미국, 2015

## 역대 선거 결과
|  | 45.71% |

|  | 39.75% |